# Margattea caudata
Margattea caudata es una especie de cucaracha del género Margattea, familia Ectobiidae. Fue descrita científicamente por He & Wang en 2021.
Habita en China.